# Liophis angustilineatus
Liophis angustilineatus este o specie de șerpi din genul Liophis, familia Colubridae, descrisă de Werner Theodor Schmidt și Walker 1943. Conform Catalogue of Life specia Liophis angustilineatus nu are subspecii cunoscute.